# 4 AM (cântec)
"4 AM" este un single al trupei germane de electronic dance, Scooter. El a fost lansat pe 7 septembrie 2012 ca piesa principală de pe cel de-al 16-lea lor album de studio Music for a Big Night Out. Single-ul conține șablonul piesei din 1991 "Promise Me" de Beverley Craven și a "Million Voices" de Otto Knows. Interpretarea vocală e realizată de Jaye Marshall.

## Listingul pistei
Download
| Nr. | Titlu                  | Lungime |  |
| 1.  | „4 AM (Radio Version)” | 3:16    |  |
| 2.  | „4 AM (Club Extended)” | 5:31    |  |

UK Download
| Nr. | Titlu                                        | Lungime |  |
| 1.  | „4 AM (Radio Edit)”                          | 3:16    |  |
| 2.  | „4 AM (Club Mix)” (același ca Club Extended) | 5:31    |  |
| 3.  | „4 AM (Picco Edit)”                          | 3:59    |  |
| 4.  | „4 AM (Picco Remix)”                         | 5:29    |  |
| 5.  | „4 AM (Clubstar Remix)”                      | 3:25    |  |

## Performața în topuri
| Top (2012)                              | Poziția de apogeu |
| --------------------------------------- | ----------------- |
| Rusia (Tophit)                          | 5                 |
| Cehia (IFPI)                            | 27                |
| Finlanda (The Official Finnish Charts)  | 29                |
| Germania (Media Control AG)             | 96                |
| Marea Britanie(Official Charts Company) | 177               |

### Poziționare la sfârșit de an
| Top (2012)     | Poziție |
| -------------- | ------- |
| Rusia (Tophit) | 94      |

| Top (2013)     | Poziție |
| -------------- | ------- |
| Rusia (Tophit) | 17      |

## Legături externe
- Site-ul oficial al trupei Scooter